# Il primo squillo di tromba contro il mostruoso governo delle donne
Il primo squillo di tromba contro il mostruoso governo delle donne (in inglese The First Blast of the Trumpet Against the Monstruous Regiment of Women) fu pubblicato per la prima volta nel 1558. Il teologo John Knox accusò le donne monarche, sostenendo che il governo delle donne è contrario alla Bibbia.

## Contenuti
Scritto dal protestante scozzese John Knox, che l'anno successivo avrebbe guidato una delle prime rivoluzioni popolari dell'età moderna nel suo paese natio, mescolava con sapienza il tema della resistenza al sovrano indegno e idolatra con istanze antifemminili.
La regina inglese Maria Tudor, che aveva riportato l'Inghilterra sotto il dominio dei papisti, era condannata in quanto monarca e donna, mentre i suoi sudditi, che accettavano di obbedire a tale mostro di natura, subivano analoga censura. Nel libro si fornivano argomenti teologici, antropologici e politici contro le donne in generale e contro le donne al governo in particolare.
Ma il pamphlet, pubblicato in un Europa squassata da conflitti religiosi e guerre di conquista, rifletteva anche l'ethos dei protestanti più radicali, che in nome di un ideale di vita cristiana incentrato sulla convivenza democratica e l'autonomia dell'individuo lanciarono un poderoso attacco alle idee dominanti di autorità, dominio e gerarchia.